# Fanny Durack
Sarah Frances „Fanny” Durack (ur. 27 października 1889 w Sydney, zm. 20 marca 1956 tamże) – australijska pływaczka. W latach 1910–1918 była światową liderką na wszystkich dystansach w stylu dowolnym, od sprintów do milowych maratonów.

## Życie i kariera
Durack urodziła się w Sydney w 1889 roku.
Durack nauczyła się pływać w Coogee Baths stylem klasycznym, jednym stylem w którym rozgrywano wyścigi kobiece w tym czasie. W 1906 zdobyła pierwszy tytuł mistrzowski i przez kolejne lata dominowała w australijskim pływaniu kobiet. W sezonie 1910-11, Mina Wylie pokonała Durack w wyścigach na 100 jardów stylem klasycznym oraz na 100 i 220 jardów stylem dowolnym podczas mistrzostw Australii w Rose Bay. Był to początek ich bliskiej przyjaźni.
W drugiej dekadzie XX wieku, Durack miała na swoim koncie rekordy świata na wszystkich dystansach od 100 metrów do jednej mili.
Durack i Wylie początkowo odmówiono pozwolenia na start na igrzyskach w Sztokholmie. Kobiecy Związek Pływacki Nowej Południowej Walii później wydał zezwolenie na start, pod warunkiem wzięcia na siebie pełni kosztów wyjazdu. Durack, reprezentująca Australazję, ustanowiła nowy rekord świata na dystansie 100 metrów stylem dowolnym już w eliminacjach. Wygrała wyścig finałowy, stając się pierwszą złotą medalistką olimpijską w pływaniu w historii. Była także pierwszą australijską mistrzynią olimpijską.

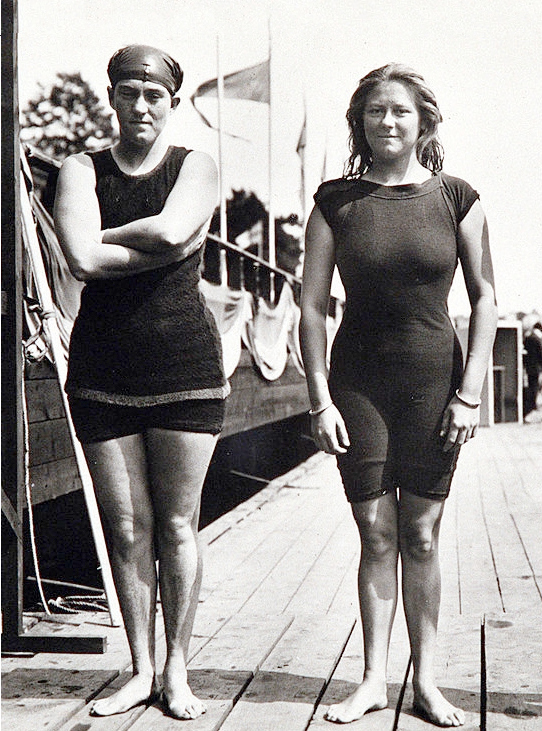
Fanny Durack (po lewej) i Mina Wylie na Letnich Igrzyskach Olimpijskich 1912

## Śmierć i dziedzictwo
Durack zmarła w Sydney w 1956 roku. Fanny Durack Aquatic Centre w Petersham zostało nazwane jej imieniem.

## Wyniki i rekordy

### Rekordy olimpijskie
- 1912 złoto (100 metrów stylem dowolnym)

### Rekordy świata
- 100 jardów stylem dowolnym (od 1912 do 1921)
- 100 metrów stylem dowolnym (od 1912 do 1920)
- 220 jardów stylem dowolnym (od 1915 do 1921)
- 500 metrów stylem dowolnym (od 1916 do 1917)
- 1 mila stylem dowolnym (od 1914 do 1926)